# Bern (kanton)
Bern (francouzsky Berne, italsky Berna, rétorománsky Berna) je kanton na západě středního Švýcarska, pojmenovaný po svém hlavním městě, Bernu. Úředním jazykem je vedle převažující němčiny také francouzština.
Podle rozlohy i počtu obyvatel jde o druhý největší švýcarský kanton (dle rozlohy je největší Graubünden, dle počtu obyvatel Curych).

## Geografie
Kanton Bern se ze všech kantonů nejvíce rozkládá v severojižním směru. Rozkládá se od Jury přes Švýcarskou plošinu až k Alpám a je tak vedle kantonu Vaud jediným, který má podíl na všech třech hlavních švýcarských geografických regionech (Jura, Švýcarská plošina, Alpy). Na severu sousedí s kantony Jura, Solothurn a Aargau, na západě s kantony Neuchâtel, Vaud a Fribourg, na východě s kantony Lucern, Nidwalden, Obwalden a Uri a na jihu s kantonem Valais.

### Hranice
Roku 1994, kdy Bern přišel o oblast Laufental, se stal vnitrozemským kantonem. Po odstoupení exklávy Clavaleyres kantonu Fribourg 1. ledna 2022 stále existuje exkláva Münchenwiler. Obec Schelten je s kantonem spojena pouze jedním bodem. Steinhof je enkláva kantonu Solothurn, Wallenbuch je pak enklávou kantonu Fribourg.

### Regiony
- Na západě, mezi Bielským a Murtenským jezerem a městem Bern v údolí Aary, se rozkládá oblast Berner Seeland, která se díky regulaci vodstva v oblasti Jury proměnila z bažin v zeleninovou zahradu Švýcarska.
- Na severozápadě leží francouzsky mluvící Bernský Jura.
- Na severovýchodě kantonu se nachází region Oberaargau, který v rozporu se svým názvem není součástí kantonu Aargau.
- Východně od Bernu se rozkládá oblast Emmental, která je součástí předalpského pásma, odkud pochází slavný sýr ementál a které je na východě uzavřeno hornatou oblastí Napf.
- Na jihu kantonu se rozkládá pohoří Berner Oberland, na východě region Jungfrau a Haslital a na západě regiony Saanenland, Simmental, Frutigland (Adelboden) a Lötschberg.

### Orografie
Nejvyšším bodem v kantonu Bern je Finsteraarhorn (4274 m n. m.), nejnižším bodem je hladina Aary u Wynau (401,5 m n. m.). V kantonu Bern se zvedají Bernské Alpy a Bernský Jura, který patří do celku Faltenjura.
Kromě Finsteraarhornu jako nejvyššího vrcholu Bernských Alp jsou významnými vrcholy v kantonu také Jungfrau (4158 m n. m.) s nejvýše položenou železniční stanicí v Evropě, Mönch (4107 m n. m.), Eiger (3967 m n. m.) se severní stěnou Eigeru jako součást horské skupiny Eiger Mönch a Jungfrau a Schilthorn (také známý jako Piz Gloria, 2970 m n. m.) s otáčivou restaurací z filmu o Jamesi Bondovi V tajné službě Jejího Veličenstva.

### Vodstvo

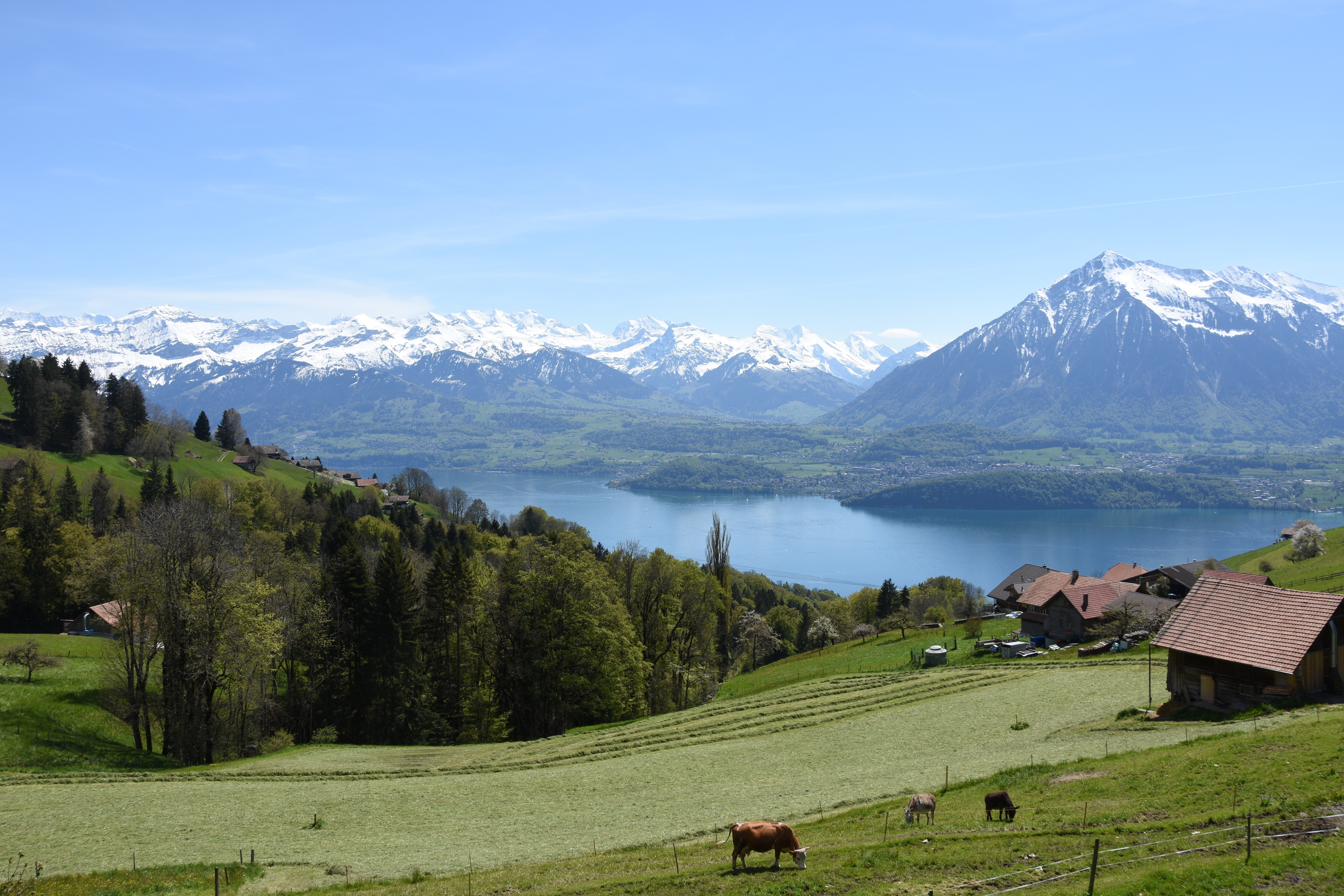
Berner Oberland s Thunským jezerem

Celková rozloha všech vodních a mokřadních ploch je 418,21 km². Z toho 210,77 km² připadá na ledovce nebo firn, 162,56 km² na vodní plochy, 41,69 km² na mokřady a 3,19 km² na rákosiny.
Největší řekou kantonu Bern je Aara. Pramení v nadmořské výšce 1977 m na ledovci Unteraar (oblast Grimsel) a její plocha povodí dosahuje 17 709 km². Řeka Aara je dlouhá 291,5 km. Její vody se vlévají do Rýna, který se vlévá do Severního moře. Protéká vodní nádrží Grimsel (2,72 km²), Brienzským jezerem, Thunským jezerem, jezerem Wohlensee a po úpravě vodního režimu v oblasti Jury i Bielským jezerem.
Dalšími významnými řekami jsou Emme, Simme, Kander, Sána, Broye a Suze.
Významná jezera jsou Thunské jezero (47,85 km²), Bielské jezero (39,2 km²) a Brienzské jezero (29,8 km²). Bern má také podíl na Neuchâtelském jezeře.

## Historie

### Nejstarší historie
Během římské nadvlády v Helvécii patřila většina území dnešního kantonu Bern pod provincii Civitas Helvetorum, jejímž hlavním městem bylo Aventicum. Během stěhování národů se v oblasti Bernu setkali Alamani a Burgunďané, s jejichž podmaněním se země dostala pod franskou nadvládu. V roce 888 se oblast stala součástí Novoburgundské říše a v roce 1032 připadla Svaté říši římské. Zähringové, kteří v roce 1127 získali od Fridricha Barbarossy burgundské panství na této straně Jury, se snažili udržet místní šlechtu pod kontrolou zajištěním strategických bodů. Opevňovali stávající sídla a rozšiřovali hrady na města. Podle tradice založil město Bern v roce 1191 vévoda Berchtold V. ze Zähringenu.

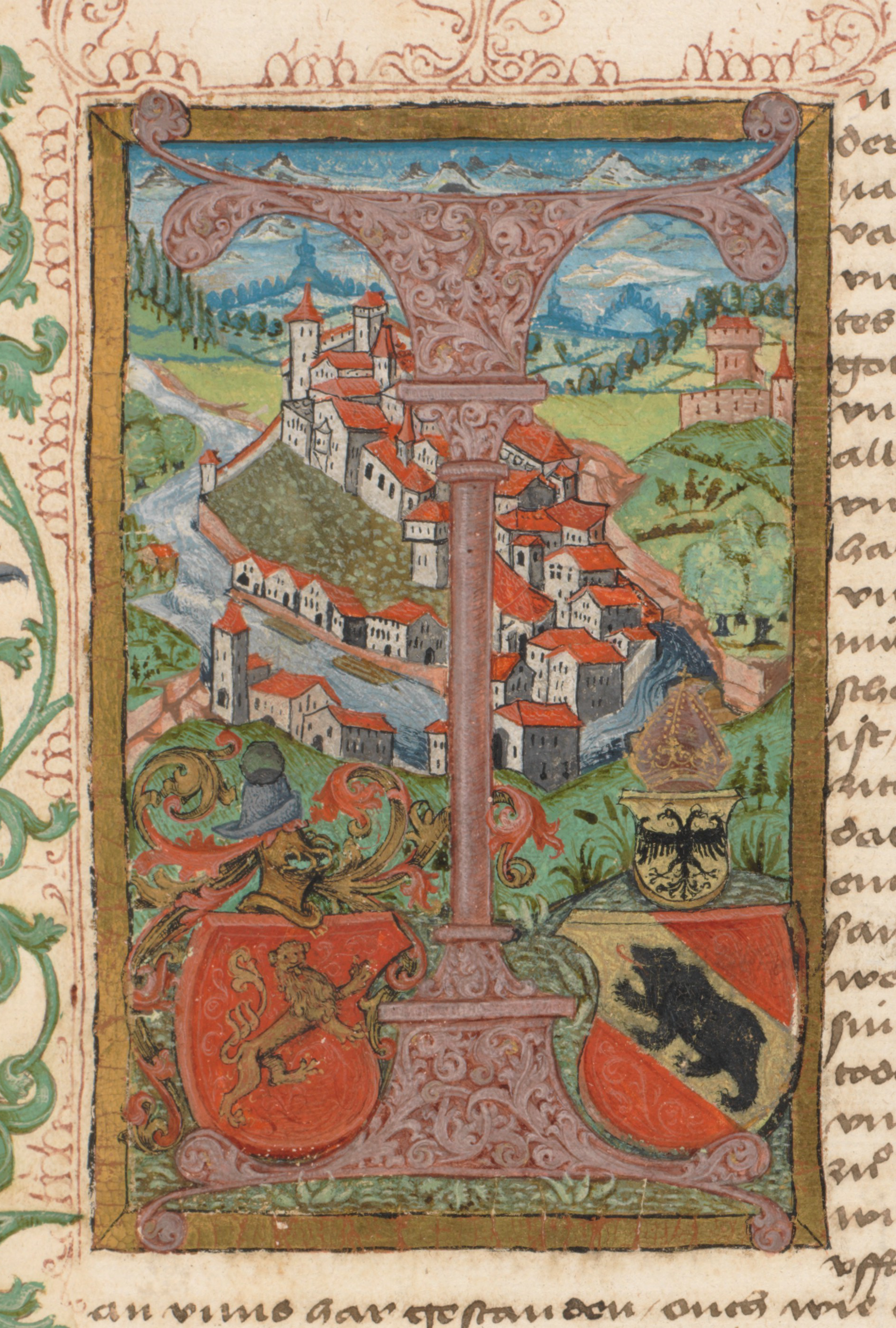
Bern na vyobrazení z roku 1485

Protože Bern ležel na císařském území, stal se po smrti zakladatele města jeho vládcem král. Zlatá bula císaře Fridricha II. Štaufského ze 17. května 1218 byla pravděpodobně sepsána kolem roku 1250. Jako ochranu proti Kyburgům, kteří zdědili švýcarské allodium Zähringerů, uzavřelo město Bern v roce 1255 patronátní vztah se Savojskem, což ho zapojilo do sporu tohoto rodu proti Rudolfovi I. Habsburskému a vystavilo opakovanému obléhání ze strany tohoto rodu. Po změně ústavy v roce 1292 byl zřízen parlament, tzv. Velká rada (Grosser Rat). Král Adolf Nasavský v roce 1293 potvrdil v Curychu zlatou bulu, zároveň udělil Bernu právo, aby si během neobsazenosti císařského postu sám zvolil svého starostu, tzv. schultheisse, a v druhé listině se postaral o vše, co si během poslední císařské neobsazenosti (červenec 1291 až květen 1293) přivlastnil z hlediska privilegií, což znamenalo, že volba schultheisse náležela městské radě. Kolem roku 1300 byli Bernští natolik sebevědomí, že se již nepovažovali za královské město, ale za město císařské a jasně rozlišovali mezi říší a osobou příslušného panovníka (krále, císaře).

### Přistoupení ke konfederaci
Dne 6. března 1353 změnil Bern svůj vztah s tzv. lesními kantony (Uri, Schwyz a Unterwalden) na věčnou smlouvu. Tato a další starší spojenectví vedla v 15. století ke vzniku Staré konfederace; toto datum je tak zpětně považováno jako za datum přistoupení Bernu ke konfederaci. Bern tak patří k tzv. k osmi starým místům (tedy kantonům; německy Acht Alten Orten).
Jako císařské město získával Bern léna koupí, výměnou a dobytím na úkor regionální šlechty. V roce 1365 získal Bern právo získávat říšská léna a v roce 1379 navíc i poddanská léna. Území se stala bernskými také tím, že příslušní držitelé lén (Twingherren) získali bernská měšťanská práva a tím se k Bernu vázali. Tato území podléhala Bernu (mediat) pouze nepřímo. Každé nově získané území (hrabství, údolí, panství), které Bern přímo spravoval (immediat), si zachovalo svůj feudální status a rodové statuty, ale Bern jmenoval vlastního komorníka namísto hraběte, dvojčete nebo císařského komorníka. V roce 1415 se městu Bernu podařilo si na císaři Zikmundovi vymoci funkci feudálního zástupce. Od té doby Bern zastupoval císaře ve věcech feudálního práva.

### Pozdní středověk

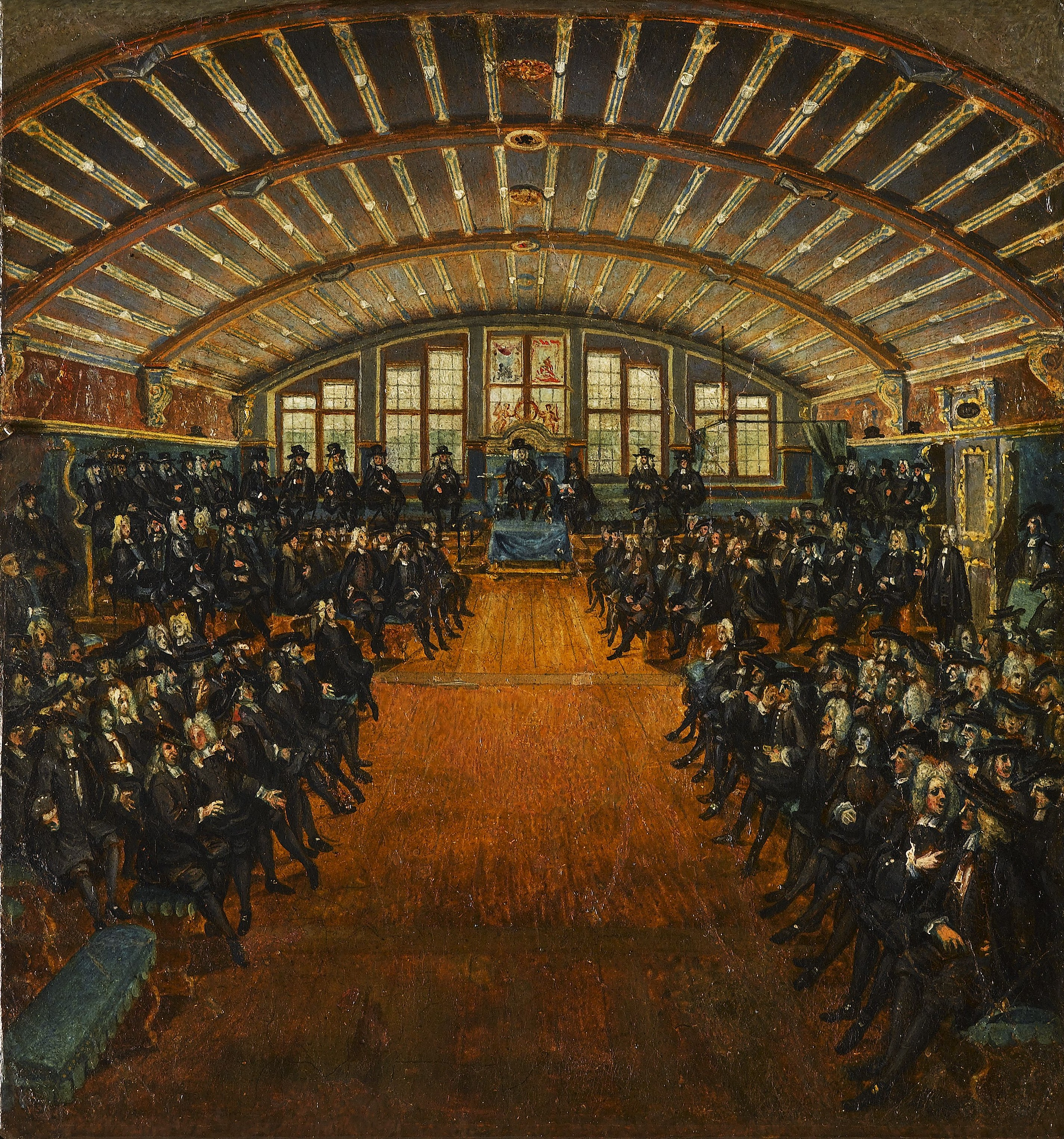
Městská rada Bernu (1735)

V průběhu územního rozšiřování své moci se Bernu postupně podařilo jmenovat bernské klášterní správce v okolních klášterech, čímž se kláštery odcizily biskupům. Různé kláštery, jako například Amsoldingen nebo Teutonský řád v Bernu, byly přeměněny na světské kanonie a podřízeny bernskému koncilu. Po bernské disputaci v roce 1528 se koncil rozhodl přijmout reformaci. Celostátní zavedení se neobešlo bez potíží a vedlo k reformačním nepokojům v horské oblasti Oberland. Po dobytí Vaudu v roce 1536 se Bern stal největším městským státem na sever od Alp. Správa městského státu byla založena na bernském městském právu a feudálním systému.

### 18. století a Helvétská republika
Na jedné straně se bernská vláda vyznačovala pečlivou, úspornou a shovívavou správou, takže řada myslitelů, jako například Albrecht von Haller, Jean-Jacques Rousseau, Napoleon Bonaparte a Johannes von Müller, v ní viděla vzor moudře spravovaného státu. Hospodářská společnost, založená v roce 1759 magistrátními úředníky a osvícenecky smýšlejícími mladými patriciji v Bernu, byla jednou z prvních takových institucí v Evropě.
Na druhou stranu jakákoli snaha o změnu stávajícího řádu, která se projevila například ve švýcarské selské válce v roce 1653, byla bernskými úřady považována za vzpouru a přísně trestána, stejně jako v případě povstání majora Davela ve Vaudu v roce 1723 a spiknutí Samuela Henziho v Bernu v roce 1749. Nebyl tolerován ani náboženský nonkonformismus. Zvláště brutálně zasáhl Bern proti pacifistickému anabaptistickému hnutí. Speciálně zřízená anabaptistická komora s vlastními anabaptistickými lovci vypátrala mennonity žijící v úkrytu za pomoci odměn. Ti byli obvykle popraveni a jejich statky a majetek zkonfiskovány. Represivní politika vůči anabaptistům částečně pokračovala i v 18. století. Vedle anabaptistů byl zpočátku potlačován i pietismus, který se šířil na přelomu 18. a 19. století, ale za Samuela Lutze a Samuela Königa se dokázal upevnit.
Demokratický duch probuzený Velkou francouzskou revolucí již nebyl s těmito podmínkami slučitelný. Francouzské direktorium nabídlo nespokojeným obyvatelům Vaudu pomocnou ruku a na jaře 1798 došlo k francouzské invazi. Bern byl poražen přesilou francouzských vojsk, a to i přes odpor bernských vojsk pod vedením Karla Ludwiga von Erlacha a Niklause Friedricha von Steigera u Fraubrunnu a v bitvě u Grauholzu a vítězství pod vedením Johanna Rudolfa von Graffenrieda v bitvě u Neueneggu 5. března. Bernská vláda abdikovala již 4. března a 5. března 1798 obsadila město Bern francouzská vojska. Helvétská ústava oddělila Vaud, Aargau a Bernser Oberland od Bernu jako samostatné kantony.

### 19. století, ustavení kantonu Bern
Poté, co Helvétská republika zanikla v roce 1802, byla zprostředkovacím aktem z roku 1803 zachována nezávislost Vaudu a Aargau, ale Oberland byl znovu spojen s Bernem a kanton, který byl před rokem 1798 souborem nejrůznějších složek s různými místními a zvláštními právy, získal svou současnou jednotu.
Dne 23. prosince 1813 prohlásila vláda pod tlakem Rakouska zprostředkovatelskou ústavu za zrušenou a předala svou moc do rukou patricijské rady z roku 1798, která se okamžitě snažila prosadit svou svrchovanost i nad Vaudem a Aargau. Tyto nároky však ztroskotaly na rozhodném odporu těchto kantonů a pochopení mocností. Bern naopak obdržel od Vídeňského kongresu jako kompenzaci většinu bývalého knížecího biskupství Basilej (Bernský Jura). Vnitřně byla obnovena stará ústava s tím, že bylo otevřeno občanství města a do Rady dvou set (21. září 1815) bylo zařazeno 99 zástupců venkova. Začalo období restaurace, pojmenované podle díla bernského politologa Karla Ludwiga von Hallera.
Dne 28. listopadu 1848 byl Bern povýšen na spolkové město. Mezitím se proti radikálům zformovala velká konzervativní strana, která získala převahu ve volbách v květnu 1850 a obsadila vládu se svými vůdci Eduardem Blöschem, Bendichtem Straubem a dalšími. Reakční kroky konzervativců (odstranění liberálních učitelů, přijetí přísného tiskového zákona) způsobily, že již v roce 1854 se radikálové a konzervativci ve volbách do Velké rady vzájemně vyrovnali, načež byli kompromisem do vlády zvoleni vůdci obou stran. V pozdějších nových volbách byla konzervativní strana stále slabší a slabší a nakonec byla z vlády vytlačena úplně.

### Nejnovější dějiny

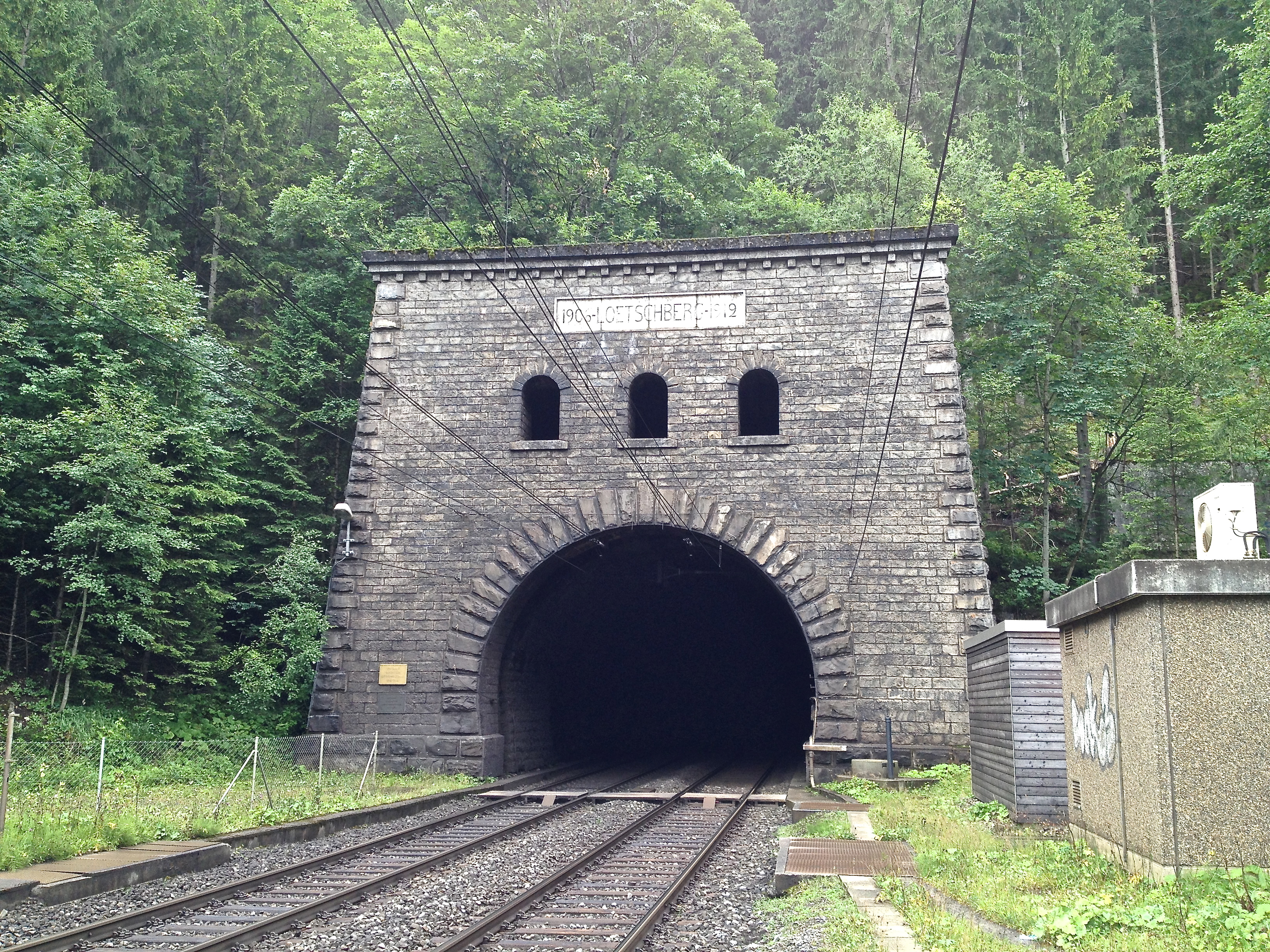
Lötschberský tunel

V roce 1893 byla přijata nová kantonální ústava. Výstavbou říční elektrárny Hagneck v roce 1898 zahájila společnost Bernische Kraftwerke AG elektrifikaci a otevřením Lötschberského tunelu v roce 1913 byl zahájen provoz na trati Bern-Lötschberg-Simplon-Bahn (BLS). Technický pokrok byl oslaven v roce 1914 v Bernu na Švýcarské národní výstavě.
Dne 24. listopadu 1917 navrhl Rudolf Minger založení rolnické strany v Bierhübeli. K tomu došlo v roce 1918 pod názvem Strana rolníků, živnostníků a občanů (BGB). Předchůdkyně Švýcarské lidové strany (SVP) těžila z brzy zavedeného poměrného volebního systému, který byl poprvé použit v roce 1922 pro volby do kantonálního parlamentu, a byla pak po desetiletí bernskou vládní stranou.
Teprve v roce 1968, několik let před zavedením celostátního volebního práva žen 7. února 1971, bylo zavedeno volební právo žen na komunální úrovni; kantonální volební právo následovalo 12. prosince 1971. Po několika plebiscitech v 70. letech se v roce 1979 se oddělily frankofonní části na severu a vytvořily nový kanton Jura. V roce 1994 se Laufental stal součástí kantonu Basilej-venkov a v roce 1996 se součástí kantonu Jura stala obec Vellerat.
V roce 1962 byl otevřen první úsek dálnice A1 mezi Bernem a Schönbühlem, v roce 1972 byla uvedena do provozu jaderná elektrárna Mühleberg a v roce 1999 byla zahájena výstavba úpatního tunelu Lötschberg v rámci projektu nového železničního spojení přes Alpy (NEAT), který byl uveden do provozu v roce 2007.
Na základě potvrzených výsledků referenda z března 2021 přejde k 1. lednu 2026 město Moutier, největší obec v oblasti Bernského Jury, z kantonu Bern do kantonu Jura.

## Obyvatelstvo
Obyvatelé kantonu se nazývají Berner, francouzsky Bernois.
K 31. prosinci 2021 žilo v kantonu Bern 1 047 473 obyvatel. Hustota zalidnění 176 obyvatel na km² je pod švýcarským průměrem (212 obyvatel na km²) a je způsobena zejména velkou rozmanitostí povrchu. Podíl cizinců (obyvatel přihlášených k trvalému pobytu, avšak bez švýcarského občanství) činil k 31. prosinci 2019 16,6 %, zatímco v celé zemi bylo registrováno 25,3 % cizinců. K 30. červnu 2021 činila míra nezaměstnanosti 2,2 %, na spolkové úrovni pak 2,8 %.
| Vývoj počtu obyvatel | Vývoj počtu obyvatel | Vývoj počtu obyvatel | Vývoj počtu obyvatel | Vývoj počtu obyvatel | Vývoj počtu obyvatel | Vývoj počtu obyvatel | Vývoj počtu obyvatel | Vývoj počtu obyvatel | Vývoj počtu obyvatel | Vývoj počtu obyvatel | Vývoj počtu obyvatel | Vývoj počtu obyvatel | Vývoj počtu obyvatel | Vývoj počtu obyvatel | Vývoj počtu obyvatel | Vývoj počtu obyvatel | Vývoj počtu obyvatel | Vývoj počtu obyvatel | Vývoj počtu obyvatel |
| -------------------- | -------------------- | -------------------- | -------------------- | -------------------- | -------------------- | -------------------- | -------------------- | -------------------- | -------------------- | -------------------- | -------------------- | -------------------- | -------------------- | -------------------- | -------------------- | -------------------- | -------------------- | -------------------- | -------------------- |
| Rok                  | 1850                 | 1860                 | 1870                 | 1880                 | 1888                 | 1900                 | 1910                 | 1920                 | 1930                 | 1941                 | 1950                 | 1960                 | 1970                 | 1980                 | 1990                 | 2000                 | 2010                 | 2015                 | 2018                 |
| Počet obyvatel       | 407 765              | 413 887              | 444 430              | 471 991              | 476 564              | 524 092              | 578 361              | 607 107              | 623 665              | 662 683              | 731 550              | 813 601              | 901 706              | 898 397              | 943 126              | 957 197              | 979 802              | 1 017 483            | 1 034 977            |

### Jazyky
Úředními jazyky kantonu jsou němčina a francouzština. Dle statistiky z roku 2019 převážná většina obyvatel hovoří německy (83,7 %), menší část pak francouzsky (11,0 %), zejména na západě kantonu. Třetím nejrozšířenějším jazykem je angličtina (4,4 %), následovaná italštinou (3,1 %). Německy mluvící obyvatelstvo většinou hovoří bernským dialektem švýcarské němčiny (Berndeutsch).
Na úřední jazyky se vztahuje zásada teritoriality, tj. odpovídají vždy poměrům v konkrétní oblasti. Pro komunikaci s kantonálními úřady je v Bernském Jurovi úředním jazykem francouzština, v okrese Seeland a okrese Biel/Bienne francouzština i němčina a ve zbytku kantonu pouze němčina. Na úrovni obcí je téměř všude v Bernském Jurovi úředním jazykem francouzština (také ve většinově německy mluvících obcích Mont-Tramelan a Rebévelier, nikoli však v obcích Schelten a Seehof), v obcích Biel/Bienne a Leubringen/Evilard platí oba jazyky a ve všech ostatních obcích němčina. Každý se může obracet na orgány odpovědné za celý kanton v obou úředních jazycích a úřední texty týkající se celého kantonu musí být také k dispozici v obou jazycích.

### Náboženství
Kanton Bern je převážně reformovaným kantonem. K 31. prosinci 2018 se z 1 034 977 obyvatel kantonu Bern hlásilo 541 148 osob (52,3 %) k evangelické reformované církvi a 164 866 osob (15,9 %) k římskokatolické církvi.
V kantonu Bern je poměrně mnoho členů svobodných protestantských církví, zejména v Bernském Jurovi, Emmentalu a pohoří Berner Oberland, kde mennonitské sbory dokázaly přežít i přes někdy intenzivní perzekuci ze strany státních orgánů. I přes reformaci v roce 1528 se v kantonu od roku 1799 znovu prosadila katolická církev.

## Politika

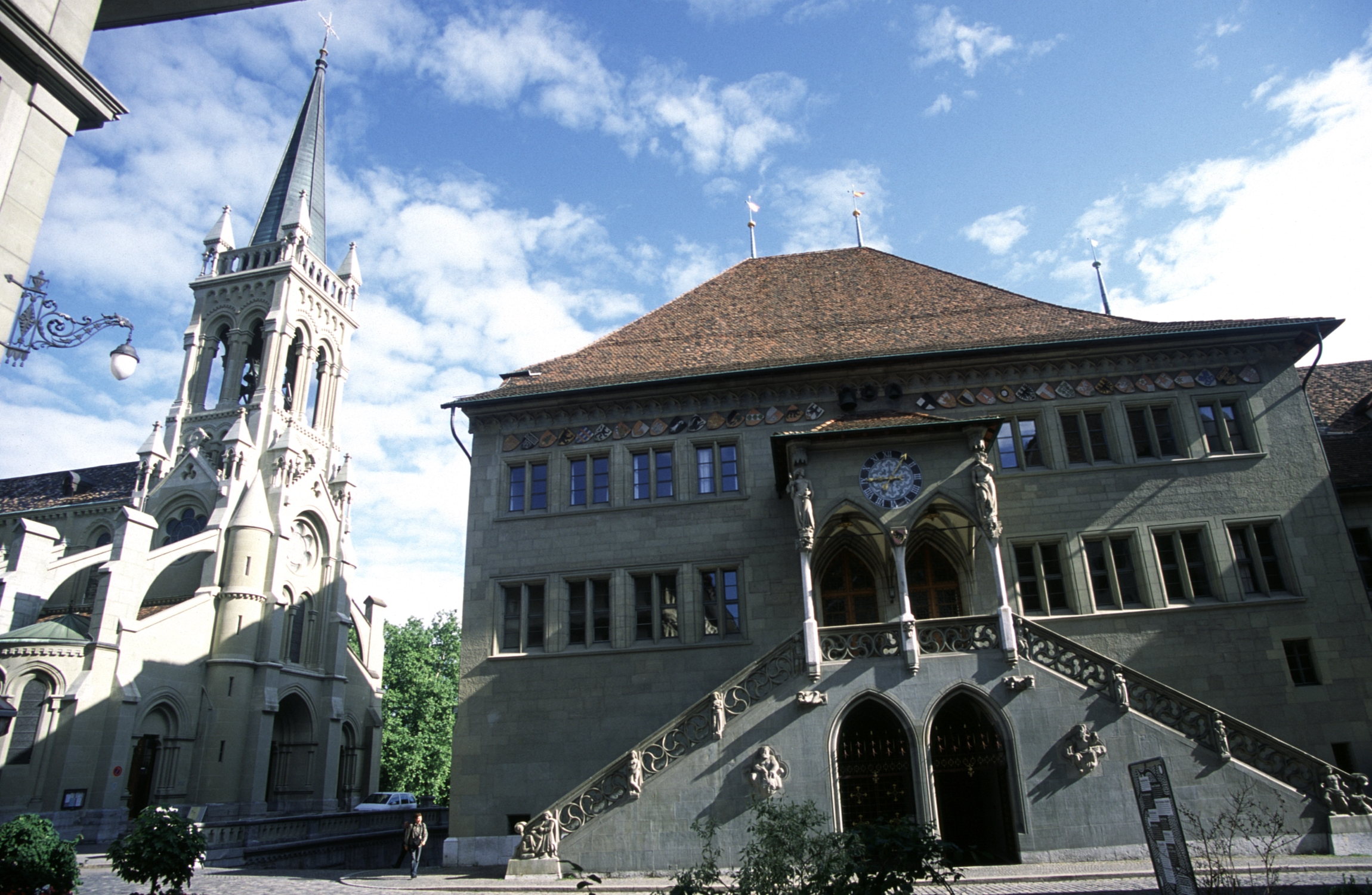
Radnice v Bernu

Současná kantonální ústava z roku 1993 v článku 1 popisuje kanton Bern jako svobodný, demokratický a sociální ústavní stát. Oproti předchozí ústavě z roku 1893 rozšířila zejména základní práva, práva lidu a autonomii obcí. Podle čl. 2 ústavy se kanton chápe také jako prostředník mezi německy a francouzsky mluvícím Švýcarskem (Romandie). Dvojjazyčný kanton sousedí se všemi kantony francouzsky mluvícího Švýcarska kromě Ženevy a je členem mnoha organizací pro spolupráci mezi francouzsky mluvícími kantony.

### Legislativa

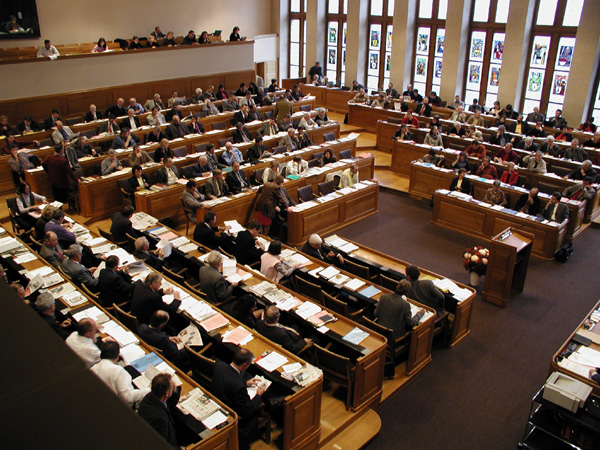
Zasedání Velké rady na radnici v Bernu

Kantonální parlament se nazývá Velká rada (německy Grosser Rat, francouzsky Grand Conseil), která se skládá ze 160 členů volených systémem poměrného zastoupení na čtyři roky. Francouzsky mluvící část kantonu, Bernský Jura, má 12 křesel garantovaných, a další tři křesla jsou rezervována pro francouzsky mluvící menšinu dvojjazyčného okresu Biel/Bienne. Parlament zasedá v sále na radnici v Bernu.
Občané mají také možnost přímo rozhodovat o zákonech prostřednictvím referend. Povinné referendum se vztahuje na změny ústavy, fakultativní referendum, které musí podpořit nejméně 10 000 voličů, na změny zákona, přičemž referendum lze spojit s lidovým návrhem. Voliči pak mají právo předložit lidovou iniciativu, kterou musí podpořit nejméně 15 000 voličů. Kromě toho může nejméně 30 000 voličů požadovat hlasování o odvolání Velké rady před koncem řádného funkčního období.

### Vláda
Výkonnou mocí je sedmičlenná vládní rada (německy Regierungsrat, francouzsky Conseil exécutif), kterou rovněž volí občané většinovým hlasováním na čtyřleté funkční období. Před uplynutím této lhůty může nejméně 30 000 voličů požádat o odvolání Rady, v takovém případě se musí konat referendum (čl. 57 ústavy). Jak je zvykem na federální úrovni i v ostatních kantonech, předsednictví vlády se každoročně střídá. Francouzsky mluvící Bernský Jura má zaručené alespoň jedno místo ve vládě (čl. 84 ústavy).

### Soudnictví
Nejvyšším kantonálním soudem je Nejvyšší soud, jemuž jsou podřízeny krajské soudy, soudy pro mladistvé, soud pro hospodářské trestní věci a soudy pro nucená opatření. Rozhodčí orgány předcházejí první instanci. Správní soud je v oblasti správního práva nejvyšším kantonálním soudním orgánem.

### Správní členění

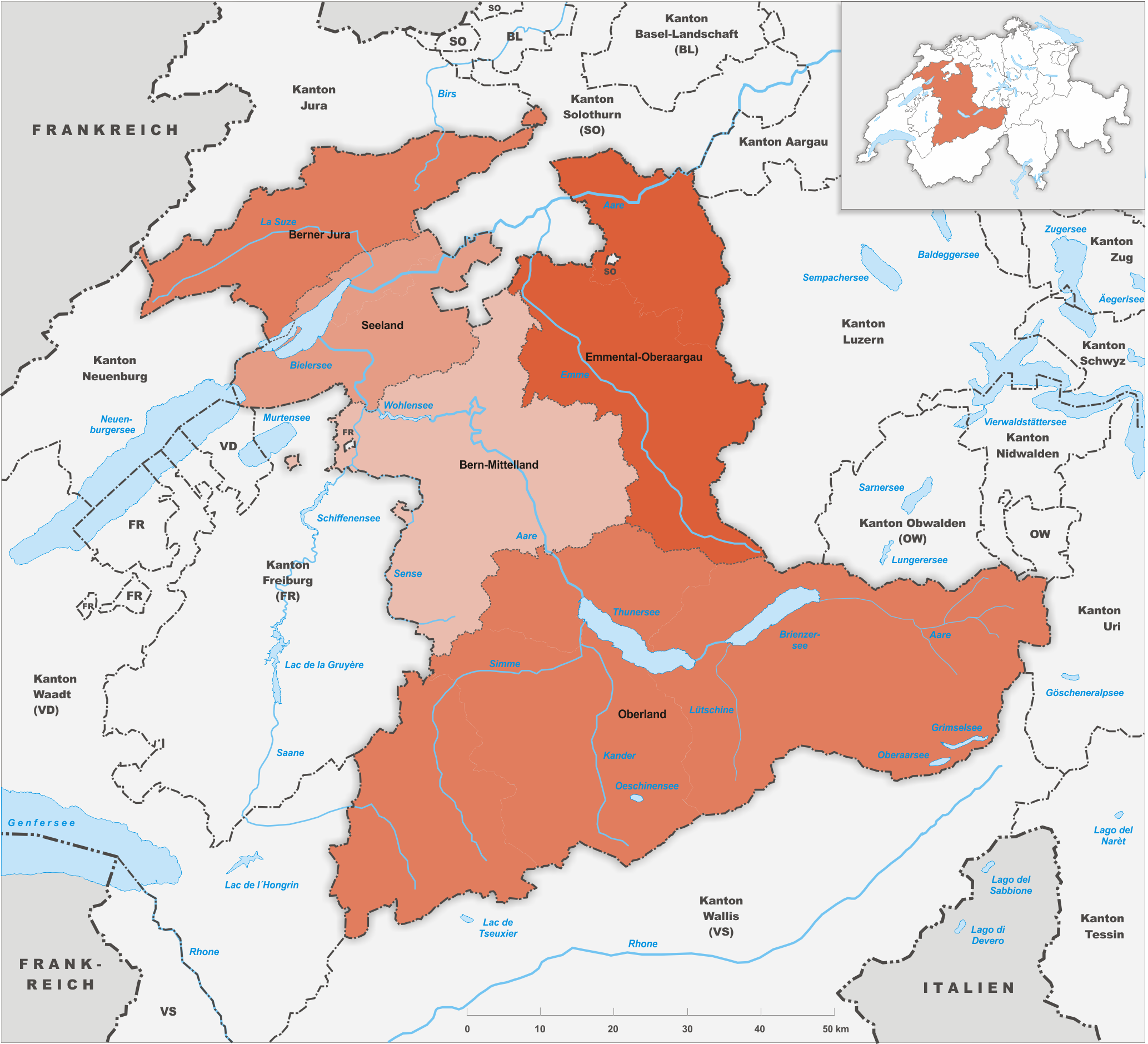
Mapa správních oblastí kantonu Bern

Od 1. ledna 2010 se kanton Bern dělí na správní oblasti (Verwaltungsregionen), okresy (Verwaltungskreise), správní obvody (Amtsbezirke) a obce (Gemeinden), avšak podle čl. 39a zákona o organizaci vládní rady a správy jsou „běžnými decentralizovanými správními jednotkami kantonu“ pouze správní regiony a okresy; správní obvody mají především historický význam.

#### Správní regiony a okresy

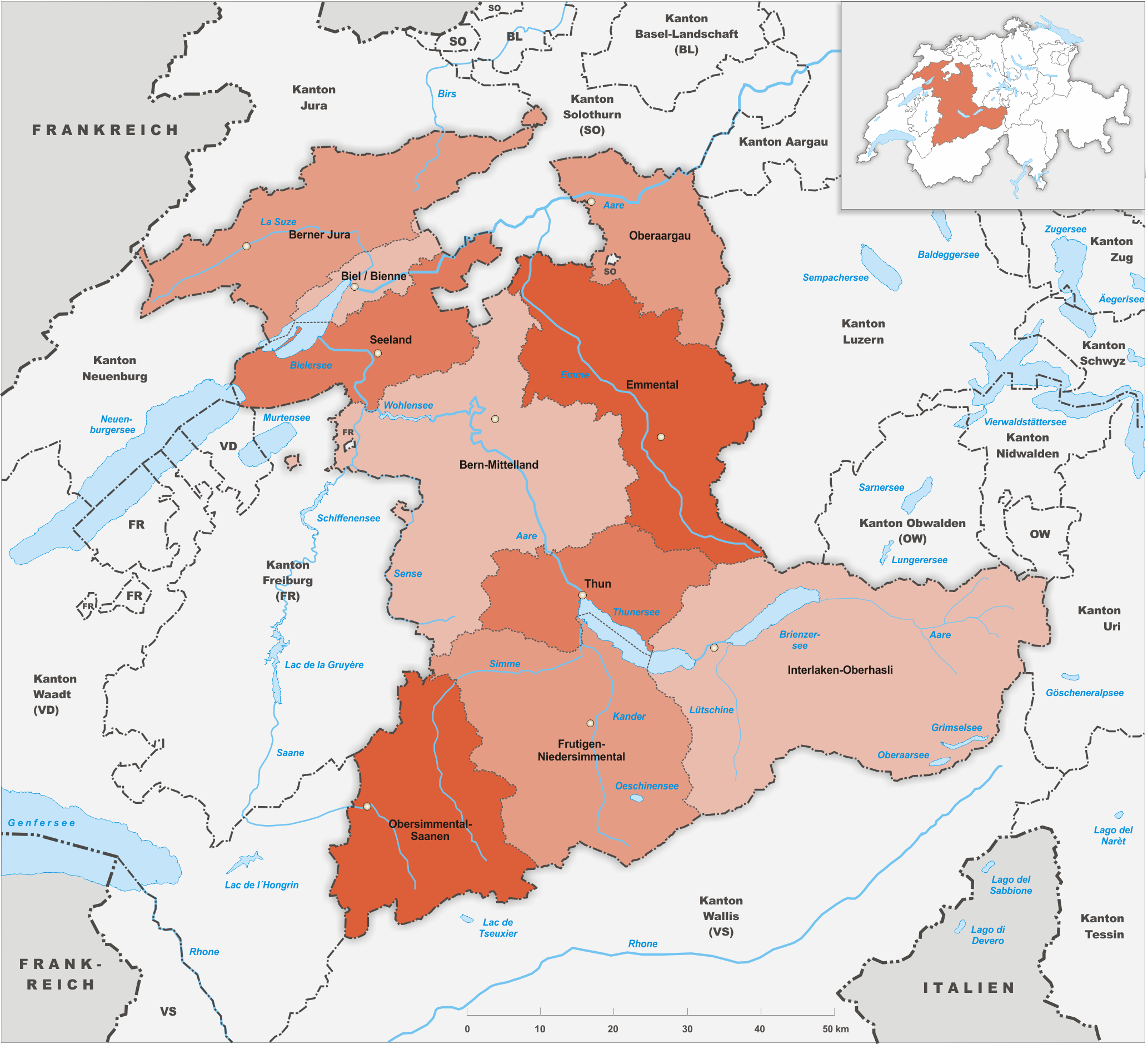
Mapa okresů kantonu Bern

| Správní oblast      | Okres                      | Identifikátor (BFS-ID) | Počet obyvatel (31. 12. 2021) |
| ------------------- | -------------------------- | ---------------------- | ----------------------------- |
| Berner Jura         | Jura bernois / Berner Jura | 0241                   | 53 744                        |
| Bern-Mittelland     | Bern-Mittelland            | 0246                   | 418 858                       |
| Emmental-Oberaargau | Emmental                   | 0245                   | 98 310                        |
| Emmental-Oberaargau | Oberaargau                 | 0244                   | 83 002                        |
| Oberland            | Frutigen-Niedersimmental   | 0249                   | 40 674                        |
| Oberland            | Interlaken-Oberhasli       | 0250                   | 47 811                        |
| Oberland            | Obersimmental-Saanen       | 0248                   | 16 597                        |
| Oberland            | Thun                       | 0247                   | 108 246                       |
| Seeland             | Biel/Bienne                | 0242                   | 103 148                       |
| Seeland             | Seeland                    | 0243                   | 77 083                        |

#### Obce
Níže seznam všech obcí s více než 15 000 obyvateli k 31. prosinci 2021:
| Obec                | Počet obyvatel |
| ------------------- | -------------- |
| Bern (hlavní město) | 134 290        |
| Biel                | 55 140         |
| Thun                | 43 630         |
| Köniz               | 42 177         |
| Ostermundigen       | 17 834         |
| Burgdorf            | 16 662         |
| Steffisburg         | 16 152         |
| Lyss                | 15 959         |
| Langenthal          | 15 823         |

Největším městem v převážně francouzsky mluvící oblasti Bernského Jury je městečko Moutier, zatímco sídlo okresní správy se nachází v Courtelary. Obě sídla mají méně než 10 000 obyvatel.

## Hospodářství
Kanton Bern se rozkládá od Jury až po Alpy. Vzhledem ke své velikosti a krajinné rozmanitosti má rozmanitou strukturu průmyslu. Mezi odvětví, která jsou ve srovnání se švýcarským průměrem silně zastoupena, patří veřejná správa, zemědělství (v roce 2020 hospodařilo 1417 zemědělských podniků na 14 % zemědělské půdy ekologicky), telekomunikace, cestovní ruch a zdravotnictví a sociální služby. Ten byl v roce 2008 nejvýznamnějším hospodářským odvětvím se 71 100 zaměstnanci.
Kanton Bern je důležitým obchodním místem a díky své dvojjazyčnosti také překlenovacím kantonem mezi německy a francouzsky mluvící částí Švýcarska. V kantonu Bern působí řada mezinárodně aktivních a silných podniků, zejména v oblasti přesného průmyslu, hodinářství a zdravotnické techniky. Průmyslové stroje a hodinky tvoří 44,9 % zboží vyváženého kantonem Bern. Hlavními vývozními destinacemi jsou země EU s 54,4 %. (údaje za rok 2010)
Největším zaměstnavatelem v kantonu je samotný kanton Bern s 28 207 pracovními místy na plný úvazek, následuje spolková správa s 18 245 pracovními místy a ostatní s 8443 pracovními místy na plný úvazek.
Více než 15 000 pracovních míst v oblasti energetiky a environmentálních technologií činí z kantonu Bern perspektivní lokalitu čistých technologií. 

### Turismus

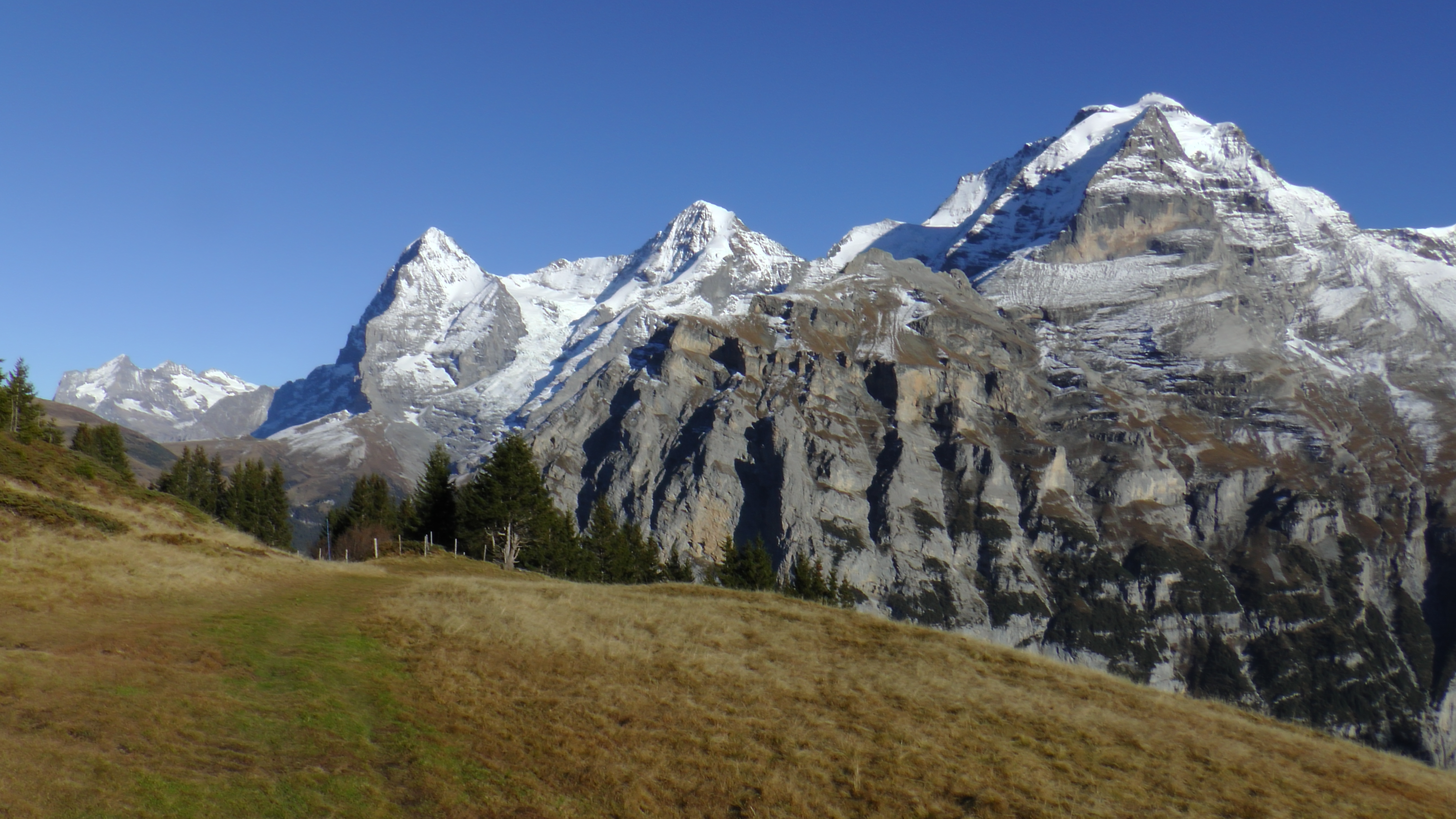
Vrcholy Eiger, Mönch a Jungfrau

Kanton Bern je jedním ze tří hlavních turistických kantonů ve Švýcarsku. Kanton Bern charakterizuje šest velkých regionů: Berner Oberland s působivou horskou a jezerní krajinou, kopcovitý Emmental s majestátními statky zdobenými květinami, Oberaargau s poli a lesy, region Bern-Mittelland se starým městem Bernu zapsaným na seznamu světového dědictví UNESCO, jezera a zeleninová pole Seelandu a francouzsky mluvící Bernský Jura s regionálním parkem Chasseral. Známé turistické cíle jsou: Bern, Jungfrau-Aletsch/Bietschorn, Gstaad, Grindelwald, Interlaken, Adelboden. Cestovní ruch je nejdůležitějším hospodářským odvětvím v oblasti Berner Oberland.
Od června 2011 jsou součástí světového dědictví UNESCO také obydlí na kůlech na jezerech Biel a Lobsigen.

## Doprava

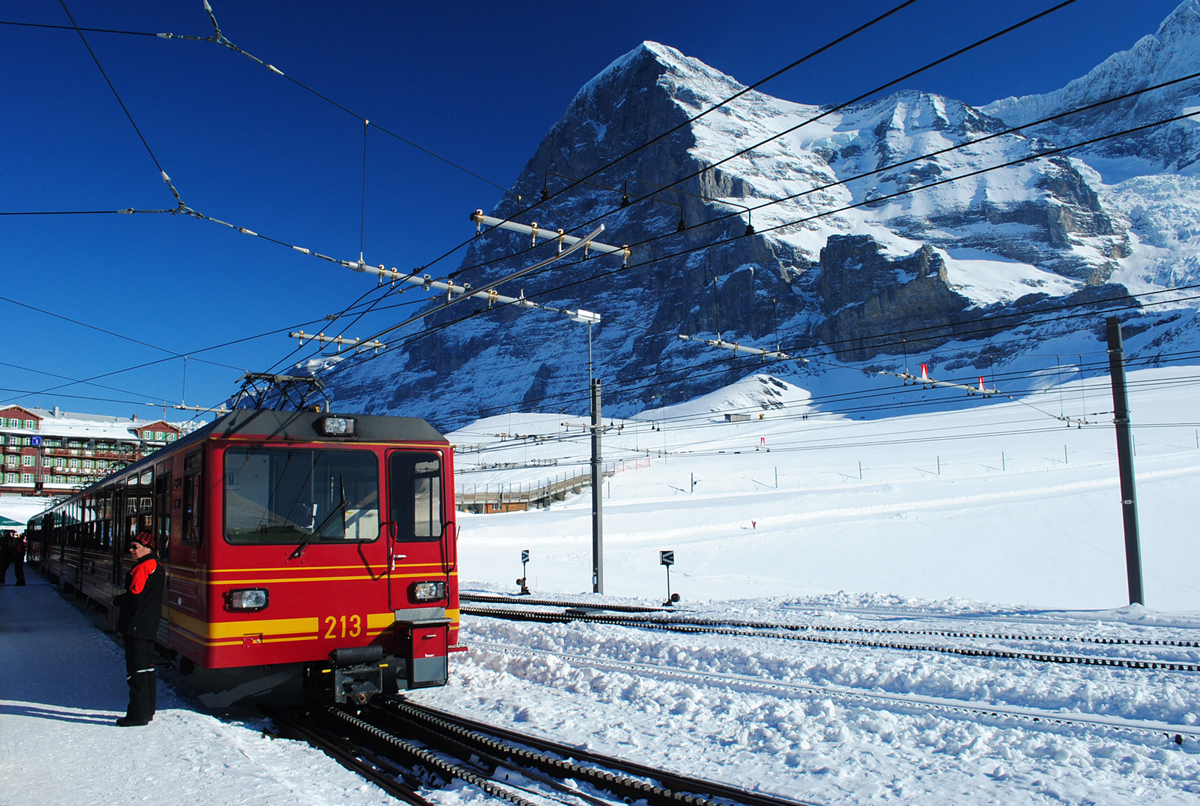
Jungfraubahn

Kanton Bern leží na železniční ose Curych – Freiburg – Lausanne – Ženeva (východ/západ) a Basilej – Lötschberg – Simplon – Itálie (sever/jih), které se protínají ve městě Bern. Od prosince 2007 spojuje nový úpatní tunel Lötschberg Valais a Itálii s kantonem Bern. Doba jízdy se zkrátila v průměru o jednu hodinu. Na severu prochází územím kantonu úpatí Jury (Curych – Biel/Bienne – Neuchâtel – Lausanne).

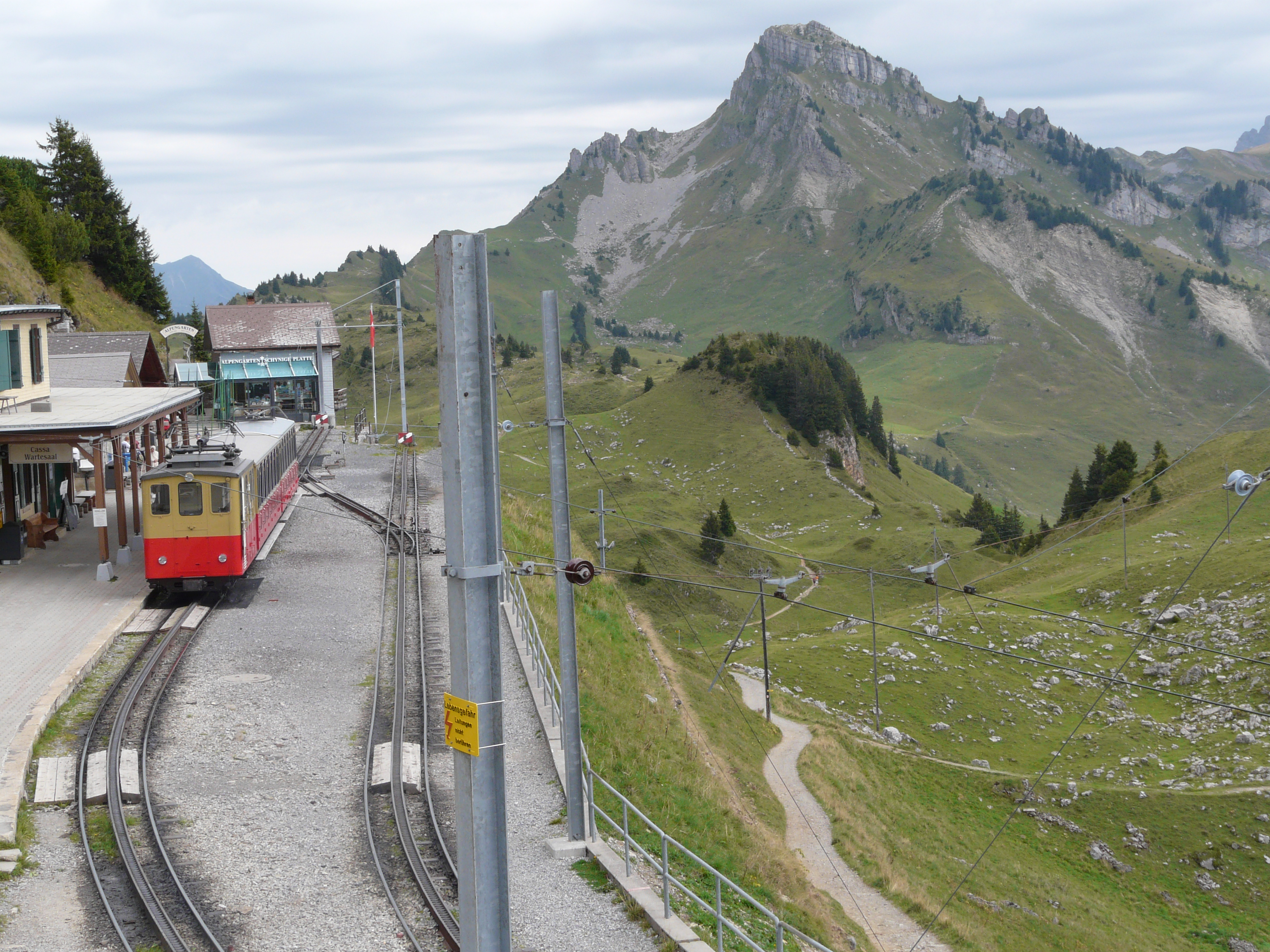
Schynige Platte Bahn

Na jihovýchodě je v provozu úzkorozchodná železnice Brünigbahn z Lucernu do Interlakenu společnosti Zentralbahn; BLS AG provozuje trať normálního rozchodu mezi Thunem, Interlakenem, Spiezem a Zweisimmenem. Ve Zweisimmenu začíná úzkorozchodná trať Montreux-Berner Oberland-Bahn (MOB) do Lenk, Gstaadu a Montreux. Jízdenky na tři tratě Luzern – Interlaken – Zweisimmen – Montreux jsou prodávány společně jako GoldenPass v konkurenci s Glacier Expressem. Ostatní údolí jsou obsluhována různými úzkorozchodnými železnicemi: Berner-Oberland-Bahn, Wengernalpbahn či Meiringen-Innertkirchen-Bahn.
Mezi známé horské železnice v kantonu patří Jungfraubahn, Brienz Rothorn Bahn, Bergbahn Lauterbrunnen–Mürren a Schynige Platte Bahn.

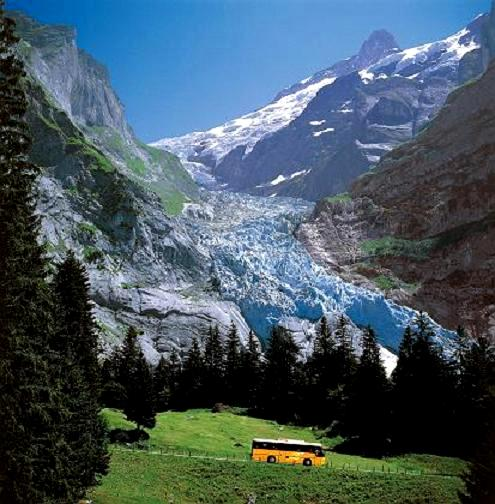
Poštovní autobus u Grindelwaldu

Vedle železnice hrají významnou roli také linky poštovních autobusů (Postbus), které zpřístupňují nejen boční údolí, ale také známé turistické trasy přes průsmyky Grimsel, Susten nebo Grosse Scheidegg. Nejstrmější trasa Postbusu v Evropě vede z Reichenbachu v údolí Kander do Griesalpu.
Dálnice A1 St. Gallen – Ženeva (východ-západ) prochází Mittellandem a městem Bern. Z Bernu vede dálnice A12 přes Fribourg do Vevey. Silnice A5 vede podél jižního úpatí Jury ze Solothurnu přes Biel do Yverdonu. V severojižním směru vede dálnice A6 z Bielu přes Bern a Thun do Spiezu. Tam se dálnice odklání a pokračuje jako A8 do Meiringenu východně od Brienzského jezera. Odtud začínají trasy na průsmyky Brünig (do Lucernu), Susten (do Uri) a Grimsel (do Valais, Graubündenu a Ticina). Lötschberská trasa se odpojuje ve Spiezu a spojuje Bern s Valais tunelem Lötschberg a s Itálií průsmykem Simplon. V roce 2021 činila míra automobilizace (počet osobních automobilů na 1000 obyvatel) 523.